# Johann Pollak (Bildhauer)
Johann Pollak (* 27. März 1843 in Rain; † 12. Februar 1917 in München) war ein deutscher Bildhauer, Holzschnitzer und Maler.

## Leben
Pollaks Eltern waren der Silberarbeiter Johann Pollak (1808–1884) und seine Ehefrau Anna Pollak. Er kam im Vorgängerbau des heutigen Hauses Hauptstraße 32 in Rain zur Welt. An dem Haus besteht seit 2009 eine Gedenktafel. Pollak hatte zwei jüngere Geschwister, Xaver (1846–1918) und Lina (1854–1935). Er studierte an der Akademie der Bildenden Künste München, wo er auch als Professor tätig war. Er erhielt Kunstaufträge aus Rom, Paris, Brüssel, London, Chicago und Indien. Pollak verstarb unverheiratet 1917 und wurde auf dem Westfriedhof München beigesetzt. Das Grab wurde 1939 aufgegeben.
Pollak war Mitglied der Allgemeinen Deutschen Kunstgenossenschaft.

## Werke (Auswahl)
Pollaks Arbeiten sind im Stil des Klassizismus gehalten.
- Die Porzellan Manufactur Meissen erwarb zwei Modelle von Pollak, den Amor mit Pantoffel und Heiraths Contract[8] und den Amor mit dem Pfeil zwei Herzen durchbohrend.[9]
- Bronzebüste Orientalisches Kind, 1885[10]
- Bronzebüste Neapolitanischer Junge, 1884[11]
- Bronzebüste Araber[12]
- Bronze Das Zigeunermädchen, 1882[13]
- Brustporträt-Bronzerelief von Franz Lachner, das in dessen Todesjahr 1890 an seinem Geburtshaus (heute Gebrüder-Lachner-Museum) am Kirchplatz in Rain angebracht wurde.[3]
- Plastik Pollakengel, Grabstein im alten Teil des Rainer Friedhofs, direkt links am Haupteingang. Pollaks Arbeit entstand kurz nach 1890 für seine Eltern. Das Grabmal zeigt einen trauernden, auf einem Sarkophag sitzenden Engel, der einen Palmzweig in der linken Hand hält.[2][3][14]